# 新赫奧爾希伊夫卡 (尼古拉耶夫州)
47°24′0″N 32°21′38″E / 47.40000°N 32.36056°E
新赫奥尔希伊夫卡（烏克蘭語：Новогеоргіївка），是烏克蘭的村落，位於該國南部尼古拉耶夫州，由巴什坦卡區巴什坦卡市镇負責管轄，始建於1804年，面積0.59平方公里，海拔高度56米，2001年人口396，人口密度每平方公里671.2人。